# Capheris falconeri
Capheris falconeri är en spindelart som först beskrevs av Lodovico di Caporiacco 1949.  Capheris falconeri ingår i släktet Capheris och familjen Zodariidae.
Artens utbredningsområde är Kenya. Inga underarter finns listade.